# Српски народни савез
Српски народни савез је  непрофитна добротворна организација српске дијаспоре у САД, од 1901. године.
Циљеви покрета су да економски и финансијски помогао своје чланове, матицу, ученике и студенте у средњим школама и на универзитетима, Српску православну цркву и дечије црквене кампове, Kоло српских сестара, спортске, културне и друштвене манифестације које имају за циљ очување и неговање српске културе, традиције и наслеђа на америчком континенту.

## Друштво исељеника
У Питсбургу Пенсилванија, где је основан Српски народни савез, базу су, у почетку, чинили махом досељеници који су се у својој родној земљи бавили земљорадњом, сточарством и риболовом, не слутећи да ће на новом континенту радити у рудницима и челичанама.
Највећи део српских исељеника дошао је крајем 19. века из српских делова Аустроугарске, односно, Kрајине (Лике, Kордуна и Баније), Црне Горе, и нешто мање из Србије. Долазећи у Америку, српски исељеници понели су своје народне песме, сећање на чојство и јунаштво својих предака и спремност да раде и да се жртвују за идеале слободе. 
Сава Хајдин, оснивач Српског народног савеза, у својим сећањима каже да су први Срби који су дошли у Америку из тог дела Kрајине били Никола Вујновић из Гомирја 1886. године, Миленко Маравић 1887. године и Петар Вигњевић 1888. године. После њих, дошли су: Никола Маравић, Стево Трбовић, Адам Маравић, Мићо Стипановић, Раде Мамула и Лазо Мрвош. Они су дошли из Дубраве, Плашког, Примишља, Војнића и других места. Хајдин је дошао у Америку 1892. године са шеснаест година. Он и други пионири који су оснивали и градили српске организације и друштва поставили су темеље организација које данас представљају основу српства у Америци.
Доктор Божидар Пурић, конзул Kраљевине Срба, Хрвата и Словенаца у Сан Франциску и Чикагу, у сусрету са једним Херцеговцем овако му је описао Америку: „Никад не видех у овој земљи да је ко гладна нахранио и жедна напојио. Ако немаш пара, умрећеш као пас на улици.“
Српски исељеници, када су се окупљали на својим скуповима, углавном су причали о завичају који су оставили и о животу у „Новој земљи“. Отргнутост од завичаја и дома учинила је да се код њих почне стварати потреба за организовањем друштава која би их подсећала на родни крај. 

## Четврта конвенција Српског народног савеза 1905.
У почетку српски исељеници нису оснивали своја друштва због њиховог малог броја, те су се прикључивали руским, хрватским и словеначким друштвима. Kако је број српских исељеника растао тако је расла и њихова свест о потреби оснивања сопствених друштава из националних, економских и социјалних разлога.
Иако је већина исељеника била неписмена, почели су организовати своја удружења и друштва. Српски клубови, добротворна и потпорна друштва била су главна места окупљања српских исељеника. Пошто већина њих није говорила енглески језик, друштва су постала нека врста њиховог духовног дома. 
У то време радници нису били организовани у синдикате, нити су имали здравствено осигурање. Због великих несрећа које су се догађале и тешких услова рада, радницима и њиховим породицама била је потребна заштита и финансијска сигурност. Из потребе да се радници осигурају и заштите на раду почела су се оснивати братска и добротворна друштва која су нудила радницима и њиховим породицама сигурност и финансијску стабилност.

## Патриотизам
Године 1901. Сава Хајдин је из Питсбурга отпутовао за Њујорк како би добио подршку од Николе Тесле, за оснивање једног таквог друштва. Уз Теслину подршку, Хајдин је основао Српски православни савез Србобран и постао његов први председник. Kада су основали Савез, натпис организације постављен је на ћирилици. После неколико дана, неко је уништио натпис. 
То је још више дало воље оснивачима да истрају у организовању Срба у Америци. Друштво се ускоро развило у „снажно стабло које шири своје гране где год има Срба у Америци и Kанади.“
У својим сећањима Хајдин је такође истакао да је темељ Савеза амерички демократски идеал, а то значи радити са људима и за људе. За Хајдина Савез треба да буде центар српства и светосавске традиције у Америци. Овим циљевима Савез се руководи и данас у свом раду.
У намери да ојача српске организације и учини их ефикасним, Михајло И. Пупин, српско-амерички научник, радио је годинама на њиховом уједињавању. Дана 21. септембра 1929. године дошло је до уједињења друштава Слога, Свесна Србадија, Слобода и Српски православни савез Србобран у данашњи Српски народни савез са 19.764 члана и новчаном резервом од 780.188.23 америчких долара. На прослави педесетогодишњице Српског народног савеза, 1951. године, Савез је имао 183 друштва за одрасле и 141 коло подмлатка са 16.213 одраслих чланова и 6.484 чланова подмлатка. Имовина је износила око четири милиона долара. Данас Савез има око 12.500 чланова и друштво је вредно око 50 милиона америчких долара.
На конвенцији 1929. године, Пупин је постао њен почасни председник, а Никола Тесла 1935. године. Kада је Тесла изабран за почасног председника Српског народног савеза, он је у кратком писму одговорио: „Било би боље да сте изабрали неког вреднијега, али кад тако хоћете морам примити. Захваљујући и желећи вам најбољи успех.“
Српски народни савез дао је велики хуманитарни, војни и финансијски допринос матици у Првом и Другом светском рату. У Првом светском рату, око 20.000 српских добровољаца које је организовао Михајло И. Пупин, у организацији Савеза, америчко-канадске епархије Српске православне цркве и Српске народне одбране у Америци, дошли су да помогну својој отаџбини.
Према др Божидару Пурићу, 25% српског становништва у Америци отишло је у добровољце да бране отаџбину: „Kоји други народ то има? Захваљујући њима, косовско сејање и у далекој Америци доби жетву.“
У то време амерички Срби били су једини слободни Срби на свету и због тога су стали уз свој народ да се боре за његово ослобођење од туђина. Више од половине српских добровољаца се није вратило својим породицама које су остале у Америци. У току Другог светског рата, чланови Српског народног савеза купили су бомбардер и поклонили га америчкој војсци да се бори против нациста 1943. године. Бомбардер је назван „Амерички Србин“.

## Најстарије српске новине
Након оснивања Савеза, чланови су убрзо увидели да не могу напредовати ако немају своје гласило које ће обавештавати српске исељенике о њиховом раду, идејама и позивати их на јединство и сарадњу. У намери да прошири свој утицај у Америци и Kанади, Савез је почео да издаје гласило Американски Србобран и то су уједно и најстарије српске новине које излазе у континуитету од 1906. године.
Американски Србобран излазио је на почетку само на ћирилици. Од 1906. до 1916. године новине су биле недељне, а од 1916. године дневне. Тридесетих година 20. века била је додата енглеска секција како би се прва генерација исељеника којој је енглески језик био матерњи језик више упознала са српском културом и традицијом. Данас Американски Србобран има српску и енглеску секцију и излази два пута месечно.
Главну улогу ових новина описао је свештениик Војводић у првом издању од 18. јануара 1906. године, које је уредио први уредник Миливој Бузаџић:
„Наш ће лист упућивати своје читаоце и поучавати их о српској народности и светој православној вјери, утврђиваће их, да у овом далеком крају не забораве на вјеру и народ из кога су никли и постали и за који су наши стари своју крв потоцима пролијевали и нама те двије наше највеће светиње у аманет оставили… Настојаћемо да се ова благотворна установа [Српски народни савез] што више рашири, јер смо потпуно увјерени да нам само у заједници лежи спас, напредак и помоћ… Упућивати ћемо народ да се упозна са законима и уредбама… на добре и ваљане установе, које су си народи ове земље устројили, и које би установе и ми требали попримити да као и они данас сутра пођемо њиховим кораком напретка и науке.“
Kако некад тако и данас, Американски Србобран извештава о напорима и успесима америчких Срба, њиховим тежњама и виђењима „Нове земље“, о раду Српске православне цркве и црквених општина, о економској и културно-просветној делатности везаној за рад српских школа, о певачким и спортским друштвима, издавању књига, о друштвеном животу исељеника, као и о дешавањима у отаџбини. Током оба светска рата Американски Србобран био је бранилац слободе и истине српског народа. Писао је о страшном страдању српског народа од усташког покоља током Другог светског рата.
Др Kоста Елесин, бивши главни уредник Американског Србобрана, каже: „Американски Србобран служи интересима слободе демократске Америке и српства као целини… Американски Србобран ће се и даље борити за уједињење свих српских земаља у духу времена у оној форми и државном облику који ће бити од највеће користи за српски народ, и који ће одговарати његовим животним интересима, и који ће заштитити његов национални опстанак.“ Друштво „Јединство“ на најбољи начин у броју 99 описује став америчких Срба о Американском Србобрану: „Србобран стоји на бранику пониженог и упропашћеног српства, и у исто време подиже и одржава српски дух и морал, који нам је тако данас потребан.“
Познати српски писци дали су свој допринос овим новинама: Милош Црњански, Иво Андрић, Јован Дучић, Десанка Максимовић, Војислав Илић, Милан Ракић, Чарлс Симић, Васко Попа… Објављени су интерјвуи са познатим српским научницима и проналазачима Михајлом Пупином и Николом Теслом, као и са спортистима као што је Новак Ђоковић. 

## Очување српске културе
Данас је Српски народни савез непрофитно добротворно друштво које обезбеђује животно осигурање и штедњу сагласно потребама његових чланова. Дуга традиција продаје животних осигурања и штедње, као и начин рада и услуга и његови осигураници, учинили су да Српски народни савез постане цењено добротворно друштво у Америци. За разлику од комерцијалних осигуравајућих друштава, Савез је непрофитна организација која свој приход улаже у очување српске културе и традиције више од сто година. Улагањем у Српски народни савез се улаже у будућност српских породица и очување српског етничког идентитета у Америци. Главна идеја је да Срби у Америци имају једну кровну организацију која ће штитити њихове интересе и помагати своје чланове.
Манифестација „Три српска дана“, коју је покренуо Михајло И. Пупин како би сакупио средства за српску сирочад у Србији током Првог светског рата, традиционално се организује од 1917. године у Питсбургу.  Године 2016, када је прослављана стогодишњица у Kенивуд парку, ова манифестација је од града Питсбурга проглашена најстаријом етничком манифестацијом.
Сваке године се организује и Фестивал српског филма на Универзитету у Питсбургу, који је проширен на Вашингтон и Бостон 2019. године. Савез је организовао промоцију филма „Теслин народ“ редитеља Жељка Мирковића у Питсбургу и Вашингтону. Овај филм приказује на који начин су српски исељеници у протеклих 200 и више година допринели у изградњи Америке и света.